# Омофор (издателство)
Издателска къща „Омофор“ е частно българско издателство за православна литература, основано през 1996 г. Издава книги и периодика с богословска православна насоченост – творения на светите отци, съвременни богослови, детска, художествена литература и др.
В периода 1996-2009 г. издава списание „Мирна“ (Списание за православна беседа), а от 2009 г. – списание „Свет“.
Издателството е собственост на фондация „Покров Богородичен“.